# Eurysternus jessopi
Eurysternus jessopi là một loài bọ cánh cứng trong họ Bọ hung (Scarabaeidae).